# Anlagenbuchhaltung
Die Anlagenbuchhaltung (AnBuHa) ist ein Teilbereich der Finanzbuchhaltung und der Kosten- und Leistungsrechnung (KLR). Hier werden die langlebigen Vermögensgegenstände des Anlagevermögens (gem. § 247
HGB) eines Unternehmens erfasst und verwaltet. Aufgabe der Anlagenbuchhaltung ist die Bewertung und Buchung von Zu- und Abgängen des Anlagevermögens und die Ermittlung und Buchung der Abschreibung.
Die Konten des Anlagevermögens sind in der Buchführung Sammelkonten, so werden zum Beispiel alle Wertänderungen für Fahrzeuge auf dem Konto Fuhrpark erfasst. Für jeden eigenständig nutzbaren Gegenstand wird deshalb eine gesonderte Anlagekarte geführt, die alle relevanten Angaben wie Anschaffungsdatum, Anschaffungskosten und Nutzungsdauer enthält. Die manuell oder elektronisch geführte Anlagekartei bildet ein Nebenbuch der Buchführung und ist Grundlage für die vollständige Erfassung des Anlagevermögens im Inventar.